# María Vasco

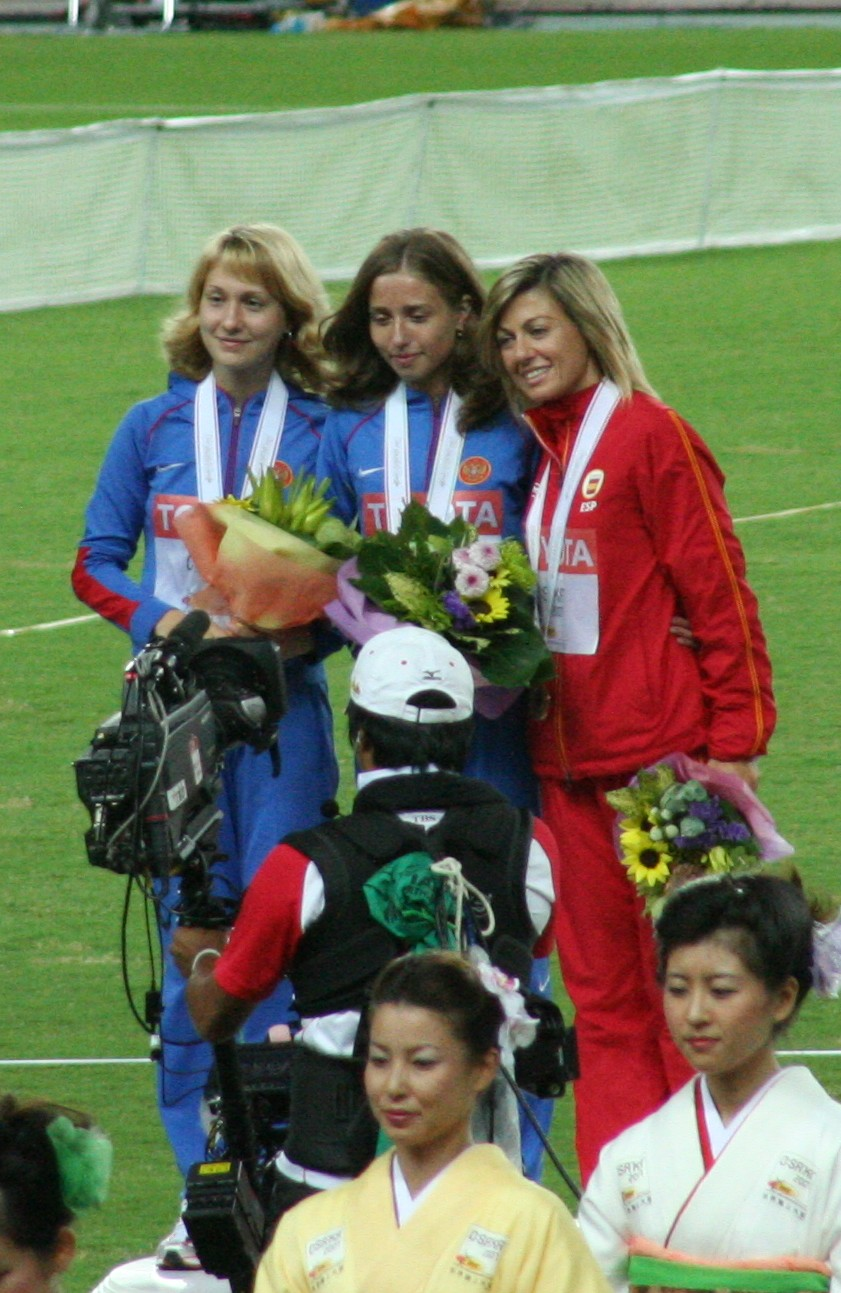
María Vasco, a la derecha, posando con la medalla de bronce obtenida en los 20 km marcha de los Campeonato Mundial de Atletismo de 2007, en Osaka.

María del Monte Vasco Gallardo (Viladecans, 26 de diciembre de 1975) es una exatleta española especialista en pruebas de marcha atlética. Fue medalla de bronce en los Juegos Olímpicos de Sídney 2000 en los 20 km marcha.
Sus inicios fueron en Viladecans, donde nació, muy especialmente en el Barrio de Sales de esta localidad, de donde salieron atletas como Valentí Massana, Mari Cruz Díaz, María Reyes Sobrino o David Márquez.
Durante su vida como marchadora ha sido entrenada por Manolo Díaz, Marcos Flores, Manuel Alcalde, Josep Marín y Rafael “Fali” Sánchez.

## Carrera deportiva
María Vasco se inició en el mundo del atletismo desde muy temprana edad. Sus primeros pasos en la marcha los dio en 1985 de la mano de Manolo Díaz en el Club Atletismo Viladecans, donde desde muy pequeña ya mostró su predisposición natural para la marcha. Como referentes cercanas tenía a dos grandes marchadoras femeninas españolas, Reyes Sobrino y Mari Cruz Díaz, hija de su primer entrenador, y a otro grande de la marcha, Valentí Massana. Todos ellos eran naturales de Viladecans y ella observaba como entrenaban y conseguían ganar una prueba tras otra.
Desde muy pequeña ganaba prácticamente todas las competiciones en que participaba, ganando numerosos campeonatos de España de categorías inferiores, y sin que se le mostrara ninguna tarjeta de advertencia gracias a su buena técnica natural.
En 1990 se proclamó campeona de España en la distancia de 5 km marcha en ruta. Repitió estos triunfos en 1992, 1993 y 1994, tanto en ruta como en pista.
Con solo 19 años participó en su primeros Campeonatos del Mundo de Atletismo, los de Gotemburgo 1995, ocupando el puesto 26. Al año siguiente, tras proclamarse por primera vez campeona de España absoluta de los 10 km marcha, acudió a los Juegos Olímpicos de Atlanta 1996, donde acabó en el 28.º puesto.
Su primera actuación internacional destacada fue un 5.º puesto en los Campeonato Europeo de Atletismo de 1998, celebrado en Budapest.
Pese a no partir entre las favoritas, dio la gran sorpresa en los Juegos Olímpicos de Sídney 2000 al alzarse con la medalla de bronce, solo superada por la china Wang Liping (oro) y la noruega Kjersti Plätzer (plata). Era la primera mujer española que ganaba una medalla olímpica en atletismo, y fue además la única medalla del atletismo español en esos Juegos.
En 2004 consiguió otro importante éxito al ser 3.ª en los 20 km de la Copa del Mundo de Marcha Atlética en Naumburg, Alemania. Ese mismo año participó en los Juegos Olímpicos de Atenas 2004, sus terceros Juegos, donde no pudo reeditar su éxito de Sídney aunque finalizó en una meritoria 7.ª posición.
En el Campeonato Mundial de Atletismo de 2005, celebrado en Helsinki, estuvo a punto de ganar otra medalla pero fue sobrepasada en los metros finales por la portuguesa Susana Feitor y tuvo que conformarse con la cuarta plaza.
En el Campeonato Mundial de Atletismo de 2007, celebrado en Osaka consiguió una medalla de bronce en los 20 km marcha, demostrando que es una atleta muy competitiva y que posee una capacidad extraordinaria para rendir siempre al máximo en condiciones adversas (reciente muerte de su padre, condiciones climatológicas extremas). En este mundial las pruebas de fondo fueron especialmente difíciles pues tanto la humedad relativa como el calor eran muy altos.
En los 20 km marcha de los Juegos Olímpicos de Pekín 2008 María se mantuvo en posiciones de podio durante gran parte de la carrera, hasta que en los últimos dos kilómetros se vio superada por dos rivales, la italiana Elisa Rigaudo y la china Hong Liu, acabando en quinta posición. A pesar de esto, hizo récord de España con un tiempo de 1h:27:25.
En 2009 consiguió la medalla de oro de los veinte kilómetros marcha en los VIII Copa de Europa de Marcha Atlética celebrados en Metz, Francia.
El 15 de mayo de 2010 se alzó con la medalla de oro en la Copa del Mundo de Marcha Atlética, celebrada en Chihuahua, México. Posteriormente, el 28 de julio de 2010, durante el Campeonato Europeo de Atletismo celebrado en Barcelona, María sufrió una lesión durante el transcurso de la prueba de 20 kilómetros marcha, circunstancia que le obligó a retirarse en dicha prueba.
En 2012 participó en sus quintos juegos olímpicos, terminando décima en los 20 km marcha. Sin embargo, años después se le asignó la octava posición tras la descalificación de dos rivales por dopaje, lo que supuso su cuarta plaza de finalista olímpica. Esto la convierte en la atleta española femenina con más plazas de finalista olímpica, solo por detrás del también marchador Josep Marín.
El 13 de noviembre de 2013 anunció su retirada.
En la temporada 2014-2015 empezó a colaborar con el Club de Atletismo Gavá mediante una escuela de marcha atlética integrada en el club.
Posee los récords de España de 5, 10 y 20 km marcha en ruta.

## Resultados
| Representando España      | Representando España              | Representando España       | Representando España | Representando España |
| Año                       | Competición                       | Lugar                      | Resultado            | Distancia            |
| ------------------------- | --------------------------------- | -------------------------- | -------------------- | -------------------- |
| 1995                      | Copa del Mundo de Marcha Atlética | Pekín, China               | 26.ª (45:40)         | 10 km                |
| 1995                      | Campeonato Mundial de Atletismo   | Gotemburgo, Suecia         | 26.ª (45:05)         | 10 km                |
| 1996                      | Juegos Olímpicos de Atlanta       | Atlanta, Estados Unidos    | 28.º (46:09)         | 10 km                |
| 1997                      | Copa del Mundo de Marcha Atlética | Poděbrady, República Checa | 22.º (43:54)         | 10 km                |
| 1998                      | Campeonato Europeo de Atletismo   | Budapest, Hungría          | 5° (43:02)           | 10 km                |
| 1999                      | Copa del Mundo de Marcha Atlética | Mézidon-Canon, Francia     | 23° (1h:32:38)       | 20 km                |
| 1999                      | Campeonato Mundial de Atletismo   | Sevilla, España            | 10.º (1h:33:35)      | 20 km                |
| 2000                      | Juegos Olímpicos de Sídney        | Sídney, Australia          | 3.º (1h:30:23)       | 20 km                |
| 2001                      | Campeonato Mundial de Atletismo   | Edmonton, Canadá           | 5.º (1h:30:19)       | 20 km                |
| 2002                      | Copa del Mundo de Marcha Atlética | Turín, Italia              | 8.º (1h:30:57)       | 20 km                |
| 2002                      | Campeonato Europeo de Atletismo   | Múnich, Alemania           | DNF                  | 20 km                |
| 2003                      | Copa de Europa de Marcha Atlética | Cheboksary, Rusia          | 3.º (1h:28:10)       | 20 km                |
| 2003                      | Campeonato Mundial de Atletismo   | París, Francia             | DNF                  | 20 km                |
| 2004                      | Copa del Mundo de Marcha Atlética | Naumburg, Alemania         | 3.º (1h:27:36)       | 20 km                |
| 2004                      | Juegos Olímpicos de Atenas        | Atenas, Grecia             | 7.º (1h:30:06)       | 20 km                |
| 2005                      | Campeonato Mundial de Atletismo   | Helsinki, Finlandia        | 4.º (1h:28:51)       | 20 km                |
| 2006                      | Campeonato Europeo de Atletismo   | Gotemburgo, Suecia         | 15.º (1h:32:50)      | 20 km                |
| 2007                      | Campeonato Mundial de Atletismo   | Osaka, Japón               | 3.º (1h:30:47)       | 20 km                |
| 2008                      | Copa del Mundo de Marcha Atlética | Cheboksary, Rusia          | 5.º (1h:28:39)       | 20 km                |
| 2008                      | Juegos Olímpicos de Pekín         | Pekín, China               | 5.º (1h:27:25)       | 20 km                |
| 2009                      | Copa de Europa de Marcha Atlética | Metz, Francia              | 1.º                  | 20 km                |
| 2009                      | Campeonato Mundial de Atletismo   | Berlín, Alemania           | DNF                  | 20 km                |
| 2010                      | Copa del Mundo de Marcha Atlética | Chihuahua, México          | 1.º (1h:28:39)       | 20 km                |
| 2011                      | Campeonato Mundial de Atletismo   | Daegu, Corea del Sur       | 13.º                 | 20 km                |
| 2011                      | Copa del Mundo de Marcha Atlética | Saransk, Rusia             | DNF                  | 20 km                |
| 2012                      | Juegos Olímpicos de Londres       | Londres, Reino Unido       | 8.º (1h:28:14)       | 20 km                |
| DNF-No finaliza la prueba |                                   |                            |                      |                      |

## Mejores marcas personales
| Mejores marcas personales                                                                             | Mejores marcas personales | Mejores marcas personales | Mejores marcas personales |
| Distancia                                                                                             | Tiempo                    | Lugar                     | Fecha                     |
| --- | ------------------------- | ------------------------- | ------------------------- |
| 3 000 m                                                                                               | 10:20.44                  | Gavà, España              | 13 de junio de 2014       |
| 5 000 m                                                                                               | 20:57.11                  | Barcelona, España         | 2 de junio de 2007        |
| 5 km                                                                                                  | 21:04                     | Barcelona, España         | 6 de marzo de 2005        |
| 10 000 m                                                                                              | 43:02.04                  | Valencia, España          | 21 de julio de 2001       |
| 10 km                                                                                                 | 43:02                     | Budapest, Hungría         | 20 de agosto de 1998      |
| 20 km                                                                                                 | 1h:27:25                  | Pekín, China              | 21 de agosto de 2008      |
| Media Maratón                                                                                         | 1h:21:00                  | Tarragona, España         | 25 de mayo de 2001        |
| Las competiciones en pista vienen indicadas en metros y las que son en ruta se indican en kilómetros. |                           |                           |                           |